# Hans Fischer (scheikundige)
Hans Fischer (Höchst am Main, stadsdeel van Frankfurt am Main, 27 juli 1881 – München, 31 maart 1945) was een Duits organisch scheikundige en kreeg in 1930 de Nobelprijs voor Scheikunde voor de synthese van bilirubine en heemverbindingen.

## Biografie
Hans Fischer was de zoon van Anna Herdegen en Dr. Eugen Fischer, director van het bedrijf Kalle & Co te Wiesbaden en privaatdocent aan de Technische Hogeschool Stuttgart. In Wiesbaden bezocht Fischer het Humanistisch Gymnasium. Daarna studeerde hij tegelijkertijd scheikunde en geneeskunde, eerst aan de Universiteit van Lausanne, later in Marburg. Hij studeerde in 1904 af en in 1908 werd hij arts.
Hij werkte eerst in een kliniek in München en later bij het Berlijnse Chemische Instituut onder Emil Fischer. In 1911 ging hij terug naar München en werd lector in de interne geneeskunde. In 1913 werd hij lector in fysiologie aan het Fysiologisch Instituut in München. In 1916 werd hij hoogleraar Medische Scheikunde aan de Universiteit van Innsbruck, waarna hij in 1918 bij de Universiteit van Wenen terechtkwam.
Van 1921 tot zijn dood hield hij de positie van hoogleraar Organische Chemie aan de Technische Hogeschool in München. In 1945 pleegde hij op Paaszondag zelfmoord nadat zijn instituut en zijn werk waren vernietigd in de laatste dagen van de Tweede Wereldoorlog.
Fischers wetenschappelijke werk hield zich vooral bezig met het onderzoek naar biologisch pigmenten in bloed (hemoglobine), gal en ook chlorofyl in bladeren, alsook met de chemie van pyrrool waar deze pigmenten van zijn afgeleid. Van groot belang was de synthese van bilirubine en heemverbindingen. 
Fisher was de eerste die aantoonde dat het ijzerhoudende niet-eiwitgedeelte (heem) in hemoglobine uit vier pyrroolringen (porfine) bestond die een ijzeratoom omgeven. Vervolgens toonde hij aan dat in chlorofyl ook een metaalatoom (magnesium) is omgeven door porfine. Hij ontving veel onderscheidingen voor zijn werk en kreeg de Nobelprijs  in 1930 en de Davy-medaille in 1937.
1901: Van 't Hoff ·
1902: E. Fischer ·
1903: Arrhenius ·
1904: Ramsay ·
1905: Baeyer ·
1906: Moissan ·
1907: Buchner ·
1908: Rutherford ·
1909: Ostwald ·
1910: Wallach ·
1911: Curie ·
1912: Grignard, Sabatier ·
1913: Werner ·
1914: Richards ·
1915: Willstätter ·
1918: Haber ·
1920: Nernst ·
1921: Soddy ·
1922: Aston ·
1923: Pregl ·
1925: Zsigmondy ·
1926: Svedberg ·
1927: Wieland ·
1928: Windaus ·
1929: Harden, Euler-Chelpin ·
1930: H. Fischer · 
1931: Bosch, Bergius ·
1932: Langmuir ·
1934: Urey ·
1935: F. Joliot-Curie, I. Joliot-Curie ·
1936: Debye ·
1937: Haworth, Karrer ·
1938: Kuhn ·
1939: Butenandt, Ružička ·
1943: Hevesy · 
1944: Hahn ·
1945: Virtanen ·
1946: Sumner, Northrop, Stanley ·
1947: Robinson · 
1948: Tiselius · 
1949: Giauque ·
1950: Diels, Alder ·
1951: McMillan, Seaborg ·
1952: Martin, Synge ·
1953: Staudinger ·
1954: Pauling ·
1955: Vigneaud ·
1956: Hinshelwood, Semjonov ·
1957: Todd ·
1958: Sanger ·
1959: Heyrovský ·
1960: Libby ·
1961: Calvin ·
1962: Perutz, Kendrew ·
1963: Ziegler, Natta ·
1964: Hodgkin ·
1965: Woodward ·
1966: Mulliken ·
1967: Eigen, Norrish, Porter ·
1968: Onsager ·
1969: Barton, Hassel ·
1970: Leloir ·
1971: Herzberg ·
1972: Anfinsen, Moore, Stein · 
1973: E.O. Fischer, Wilkinson · 
1974: Flory ·
1975: Cornforth, Prelog ·
1976: Lipscomb ·
1977: Prigogine · 
1978: Mitchell ·
1979: Brown, Wittig ·
1980: Berg, Gilbert, Sanger ·
1981: Fukui, Hoffmann ·
1982: Klug ·
1983: Taube ·
1984: Merrifield ·
1985: Hauptman, Karle ·
1986: Herschbach, Lee, Polanyi ·
1987: Cram, Lehn, Pedersen ·
1988: Deisenhofer, Huber, Michel ·
1989: Altman, Cech ·
1990: Corey ·
1991: Ernst ·
1992: Marcus ·
1993: Mullis, Smith ·
1994: Olah ·
1995: Crutzen, Molina, Rowland ·
1996: Curl, Kroto, Smalley ·
1997: Boyer, Walker, Skou ·
1998: Kohn, Pople ·
1999: Zewail ·
2000: Heeger, MacDiarmid, Shirakawa ·
2001: Knowles, Noyori, Sharpless ·
2002: Fenn, Tanaka, Wüthrich ·
2003: Agre, MacKinnon ·
2004: Ciechanover, Hershko, Rose ·
2005: Grubbs, Schrock, Chauvin ·
2006: Kornberg ·
2007: Ertl ·
2008: Shimomura, Chalfie, Tsien ·
2009: Steitz, Yonath, Ramakrishnan ·
2010: Heck, Negishi, Suzuki ·
2011: Shechtman ·
2012: Kobilka, Lefkowitz ·
2013: Karplus, Levitt, Warshel ·
2014: Betzig, Hell, Moerner ·
2015: Lindahl, Modrich, Sancar ·
2016: Sauvage, Stoddart, Feringa ·
2017: Dubochet, Frank, Henderson · 
2018: Arnold, Winter, Smith ·   
2019: Goodenough, Whittingham, Yoshino ·
2020: Charpentier, Doudna ·
2021: List, MacMillan ·
2022: Bertozzi, Meldal, Sharpless ·
2023: Bawendi, Brus, Jekimov ·
2024: Baker, Hassabis, Jumper